# Olympische Sommerspiele 1988/Radsport – Straßenrennen (Frauen)
Das Straßenrennen der Frauen bei den Olympischen Spielen 1988 in Seoul fand am 26. September 1988 statt.

## Ergebnisse
| Rang | Athletin               | Nation                       | Zeit (h) |
| ---- | ---------------------- | ---------------------------- | -------- |
| 1    | Monique Knol           | Niederlande                  | 2:00:52  |
| 2    | Jutta Niehaus          | BR Deutschland               | 2:00:52  |
| 3    | Laima Zilporytė        | Sowjetunion                  | 2:00:52  |
| 4    | Geneviève Robic-Brunet | Kanada                       | 2:00:52  |
| 5    | Walentina Jewpak       | Sowjetunion                  | 2:00:52  |
| 6    | Maria Blower           | Großbritannien               | 2:00:52  |
| 7    | Marie Höljer           | Schweden                     | 2:00:52  |
| 8    | Inga Benedict          | Vereinigte Staaten           | 2:00:52  |
| 9    | Sally Hodge            | Großbritannien               | 2:00:52  |
| 10   | Catherine Marsal       | Frankreich                   | 2:00:52  |
| 11   | Lisa Brambani          | Großbritannien               | 2:00:52  |
| 12   | Ines Varenkamp         | BR Deutschland               | 2:00:52  |
| 13   | Viola Paulitz          | BR Deutschland               | 2:00:52  |
| 14   | Danute Bankaitis-Davis | Vereinigte Staaten           | 2:00:52  |
| 15   | Imelda Chiappa         | Italien                      | 2:00:52  |
| 16   | Sally Zack             | Vereinigte Staaten           | 2:00:52  |
| 17   | Yvonne Elkuch          | Liechtenstein                | 2:00:52  |
| 18   | Edith Schönenberger    | Schweiz                      | 2:00:52  |
| 19   | Heleen Hage            | Niederlande                  | 2:00:52  |
| 20   | Unni Larsen            | Norwegen                     | 2:00:52  |
| 21   | Jeannie Longo          | Frankreich                   | 2:00:52  |
| 22   | Elizabeth Hepple       | Australien                   | 2:00:52  |
| 23   | Kristel Werckx         | Belgien                      | 2:00:52  |
| 24   | Lu Suyan               | China                        | 2:00:52  |
| 25   | Angela Ranft           | DDR                          | 2:00:52  |
| 26   | Paula Westher          | Schweden                     | 2:00:52  |
| 27   | Donna Gould            | Australien                   | 2:00:52  |
| 28   | Cécile Odin            | Frankreich                   | 2:00:52  |
| 29   | Kathleen Shannon       | Australien                   | 2:00:52  |
| 30   | Terumi Ogura           | Japan                        | 2:00:52  |
| 31   | Kim Gyeong-suk         | Südkorea                     | 2:00:52  |
| 32   | Maria Canins           | Italien                      | 2:00:52  |
| 33   | Yan Yinhua             | China                        | 2:00:52  |
| 34   | Alla Jakowlewa         | Sowjetunion                  | 2:00:52  |
| 35   | Astrid Danielsen       | Norwegen                     | 2:00:52  |
| 36   | Agnes Dusart           | Belgien                      | 2:00:52  |
| 37   | No Yeom-ju             | Südkorea                     | 2:00:52  |
| 38   | Kelly-Ann Way          | Kanada                       | 2:00:52  |
| 39   | Sara Neil              | Kanada                       | 2:00:52  |
| 40   | Barbara Ganz           | Schweiz                      | 2:00:52  |
| 41   | Brigitte Gyr-Gschwend  | Schweiz                      | 2:00:52  |
| 42   | Karina Skibby          | Dänemark                     | 2:00:52  |
| 43   | Tea Vikstedt           | Finnland                     | 2:00:52  |
| 44   | Marianne Berglund      | Schweden                     | 2:00:52  |
| 45   | Roberta Bonanomi       | Italien                      | 2:00:52  |
| 46   | Cora Westland          | Niederlande                  | 2:01:50  |
| 47   | Chen Weixiu            | China                        | 2:01:50  |
| 48   | Stephanie McKnight     | Amerikanische Jungferninseln | 2:01:50  |
| 49   | Hong Yeong-mi          | Südkorea                     | 2:03:24  |
| 50   | Natsue Seki            | Japan                        | 2:14:32  |
|      | Petra Rossner          | DDR                          | DNF      |
|      | Madonna Harris         | Neuseeland                   | DNF      |
|      | Yang Hsiu-chen         | Chinesisch Taipeh            | DNF      |

## Weblink
- Ergebnisse in der Datenbank von Olympedia.org (englisch)